# Vallerano (zone de Rome)
Pour les articles homonymes, voir Vallerano.

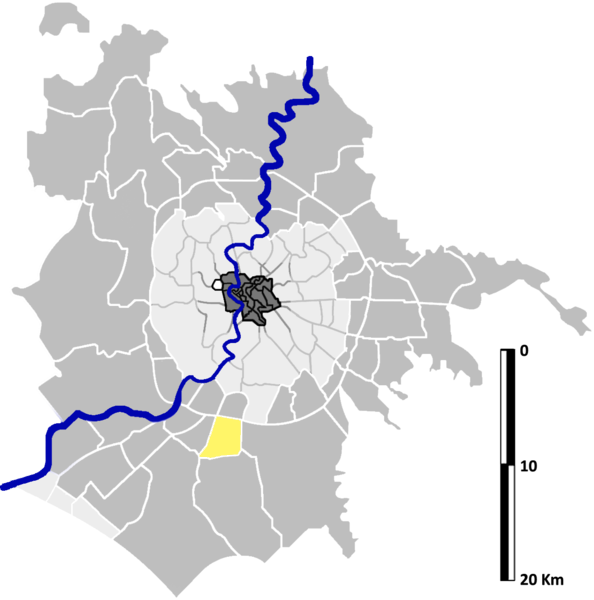
Localisation de Vallerano sur la carte administrative de Rome.

Vallerano est une zona di Roma (zone de Rome) située au sud de Rome dans l'Agro Romano en Italie. Elle est désignée dans la nomenclature administrative par Z.XXV et fait partie du Municipio IX. Sa population est de 4 795 habitants répartis sur une superficie de 9,60 km2.

## Histoire
sposati col rischio

## Lieux particuliers
- Église San Carlo Borromeo (2000)
- Église Gesù Divin Salvatore,
- Église Sant'Andrea apostolo in Castel di Decima
- Église Stella Maris